# 平松潤奈
平松 潤奈（ひらまつ じゅんな、1975年 - ）は、日本のロシア文学者。学位は、博士（文学）（東京大学・2008年）(学位論文 「寸断されたテクスト : 『静かなドン』とソヴィエト文学体制の成立」)
東京大学大学院人文社会系研究科准教授

## 経歴
- 2012年4月 - 2023年9月、金沢大学国際基幹教育院准教授
- 2023年10月 - 現在、東京大学 大学院人文社会系研究科 准教授

## 学歴
- 1993年4月 - 1998年3月、東京外国語大学 外国語学部 ロシヤ・東欧語学科
- 1998年4月 - 2000年3月、東京大学大学院 人文社会系研究科 欧米系文化研究 修士課程
- 2000年4月 - 2005年3月、東京大学大学院 人文社会系研究科 欧米系文化研究専攻 博士課程

## 著書

### 書籍等出版物
- 『講座ユーラシア世界 越境と変容の場 第4巻 公共圏と親密圏』pp.43-70（東京大学出版会、2012年）
- 『Дальний Восток, близкая Россия: эволюция русской культуры с евразийской перспективы』pp.167-183 (Логос,2015)
- 『ロシア革命とソ連の世紀 第4巻 人間と文化の革新』 pp.235-260 (岩波書店、2017年）
- 『紅い戦争のメモリースケープ：ソ連、中国、ベトナム』――「記念碑の存在論――ポスト・ソヴィエト・ロシアのメモリースケープを望んで」（北海道大学出版会、2019年）
- 『ロシア文化事典』――「ソ連文学」「検閲・イソップの言葉」（丸善出版、2019年）
- 『ロシア文化55のキーワード』（ミネルヴァ書房、2021年）
- ロシア文学からの旅:交錯する人と言葉 (シリーズ・世界の文学をひらく 6)――「ミハイル・ショーロホフ『静かなドン』」（ミネルヴァ書房、2022年）

### 翻訳
- 『デーモンと迷宮』ヤンポリスキー（共訳、水声社、2005）
- 『隠喩・神話・事実性』ヤンポリスキー（共訳、水声社、2007）
- 『ロシア宇宙主義』ボリス・グロイス（共訳、河出書房新社、2024)

### 論文
- 平松潤奈「<作者>の自己表象とコミュニケーション : ナボコフ『賜物』をめぐって」『ロシア語ロシア文学研究』第33号、日本ロシア文学会、2001年、65-72頁、ISSN 03873277、国立国会図書館書誌ID:5986507。
- 平松潤奈「見ることの限界 : アレクサンドル・ソクーロフ論」『Slavistika : 東京大学大学院人文社会系研究科スラヴ語スラヴ文学研究室年報』第18巻、東京大学大学院人文社会系研究科スラヴ語スラヴ文学研究室、2003年3月、167-187頁、CRID 1390572174554959232、doi:10.15083/00038260。
- 平松潤奈「ソルジェニーツィン『煉獄のなかで』における声 : 言語秩序と「身体」をめぐって」『スラヴ研究』第51巻、北海道大学スラブ研究センター、2004年、321-353頁、CRID 1050564288954473216、hdl:2115/39056、ISSN 05626579。
- 平松潤奈「社会主義リアリズムとショーロホフ『静かなドン』:自然としてのコサック」『世界文学』第100号、世界文学会、2004年12月、31-40頁、ISSN 03852903、国立国会図書館書誌ID:7222637。
- マルレーヌ・ラリュエル, 平松潤奈, 上田洋子「運命としての空間 : 地理と宇宙をとおしたロシア帝国の正当化」『ゲンロン= Genron』第7巻、ゲンロン、2017年12月、112-133頁、CRID 1520854805530585984。
- 平松潤奈「導入 ロシアで観光は可能か : 未完の喪と記憶資源のゆくえ」『ゲンロン= Genron』第7巻、ゲンロン、2017年12月、154-158頁、CRID 1522825130659287808。
- 平松潤奈「痛みへのノスタルジア――アレクシエーヴィチ『セカンドハンドの時代』におけるポストソヴィエトの徴候」『ユリイカ』7月号、2022年、165-175頁、CRID 1010017193282081033。
- 平松潤奈「埋葬されない帝国の記念碑 : ウクライナ戦争と境界の消失」『現代思想』第50巻第6号、青土社、2022年6月、52-59頁、CRID 1520292251355352576。